# Rugby 7 masculino en los Juegos del Pacífico 2019
El Rugby 7 masculino en los Juegos del Pacífico 2019 se jugó entre el 12 y 13 de julio de 2019 en el Estadio Marista de Apia y participaron 10 selecciones de Oceanía.
Fiyi venció en la final a Samoa para ganar la medalla de oro.

## Resultados

### Grupo A
| Pos | Países          | Pts | Partidos | Partidos | Partidos | Partidos | Tantos | Tantos | Tantos |
| Pos | Países          | Pts | J        | G        | E        | P        | PF     | PC     | DP     |
| --- | --------------- | --- | -------- | -------- | -------- | -------- | ------ | ------ | ------ |
| 1   | Fiyi            | 12  | 4        | 4        | 0        | 0        | 169    | 0      | +169   |
| 2   | Islas Cook      | 10  | 4        | 3        | 0        | 1        | 64     | 40     | +24    |
| 3   | Nauru           | 8   | 4        | 2        | 0        | 2        | 52     | 103    | -51    |
| 4   | Nueva Caledonia | 6   | 4        | 1        | 0        | 3        | 45     | 97     | -52    |
| 5   | Wallis y Futuna | 4   | 4        | 0        | 0        | 4        | 34     | 124    | -90    |

|  | Clasificado a la final por la medalla de oro. |

### Grupo B
| Pos | Países          | Pts | Partidos | Partidos | Partidos | Partidos | Tantos | Tantos | Tantos |
| Pos | Países          | Pts | J        | G        | E        | P        | PF     | PC     | DP     |
| --- | --------------- | --- | -------- | -------- | -------- | -------- | ------ | ------ | ------ |
| 1   | Samoa           | 11  | 4        | 3        | 1        | 0        | 150    | 17     | +133   |
| 2   | Tonga           | 11  | 4        | 3        | 1        | 0        | 136    | 17     | +119   |
| 3   | Islas Salomón   | 8   | 4        | 2        | 0        | 2        | 74     | 78     | -4     |
| 4   | Samoa Americana | 6   | 4        | 1        | 0        | 3        | 21     | 98     | -77    |
| 5   | Tuvalu          | 4   | 3        | 0        | 0        | 4        | 5      | 176    | -171   |

|  | Clasificado a la final por la medalla de oro. |

### Noveno puesto
| 13 de julio | Wallis y Futuna | 22 - 5 | Tuvalu |  |  |

### Séptimo puesto
| 13 de julio | Nueva Caledonia | 19 - 24 | Samoa Americana |  |  |

### Quinto puesto
| 13 de julio | Nauru | 12 - 27 | Islas Salomón |  |  |

### Medalla de bronce
| 13 de julio | Tonga | 19 - 10 | Islas Cook |  |  |

### Medalla de oro
| 13 de julio | Fiyi | 7 - 5 | Samoa |  |  |